# (3439) Lebofsky
(3439) Lebofsky est un astéroïde de la ceinture principale.

## Description
(3439) Lebofsky est un astéroïde de la ceinture principale. Il fut découvert le 4 septembre 1983 à la station Anderson Mesa par Edward L. G. Bowell. Il présente une orbite caractérisée par un demi-grand axe de 2,74 UA, une excentricité de 0,14 et une inclinaison de 4,7° par rapport à l'écliptique.

## Compléments